# Beethovens Rache
Beethovens Rache – Bonn Sampler ist ein 1988 von Bönnsche Tön veröffentlichter Sampler, auf dem verschiedene Punkbands aus Bonn vertreten sind.

## Entstehungsgeschichte
1987 gründeten mehrere Bonner Punks, darunter Mitglieder diverser Bands, das Label Bönnsche Tön, dessen erste LP-Veröffentlichung Beethovens Rache darstellte. Darauf sind insgesamt acht Bands aus Bonn und Umgebung vertreten, darunter Molotow Soda, Geistige Verunreinigung, Rabatz, F.F.F. und Die Bonner Hartchöre. Bei letzteren handelte es sich um eine Gruppe von ungefähr dreißig Bonner Punks, die (in wechselnder Besetzung) mit Molotow Soda als Begleitband auftraten und zu dem Sampler die Lieder „Punx“ und „Kaiserplatzlied“ beisteuerten. Für das Cover-Artwork – ein kotender Ludwig van Beethoven – zeichnete sich der Comic-Künstler Karsten Hotter verantwortlich, welcher ebenfalls mit seiner Band Vendetta auf der Platte vertreten ist. Das Back-Cover ziert ein vor dem Beethoven-Denkmal am Bonner Münsterplatz aufgenommenes Gruppenfoto.
„Da hab ich das Cover gemacht. [Von] meiner Band Vendetta sind drei Songs darauf, die alle drei zum Fremdschämen schlecht sind.“

(KARSTEN HOTTER, Punk in Bonn – Der Film Vol. I, 2012)

## Titelliste
1. Die Bonner Hartchöre – Kaiserplatzlied / Punx
2. Vendetta – Rush
3. Urlaub Im Rollstuhl – Gnadenschuss
4. Rabatz – Haftbefehl
5. F.F.F. – Zuviel
6. Molotow Soda – Lolita Cellulitis
7. Geistige Verunreinigung – Schwarzer Block
8. Urlaub Im Rollstuhl – Gut Deutsch
9. Vendetta – Den Of Assassins
10. Molotow Soda – Kalte Augen
11. F.F.F. – Schwarze Hirne
12. Inzest – Dreckfresser
13. Vendetta – Break
14. Rabatz – Unzivilisation

## Fortsetzungen
Unter dem Titel „Beethovens Alptraum – Bonn Sampler“ erschien 2000 über Weird Science Records eine Fortsetzung von Beethovens Rache. Der Sampler enthält Lieder von Molotow Soda, 1982, Popperklopper, Pissed But Sexy, The Puke und einigen weiteren Bands aus dem Großraum Bonn. „Beethovens Fluch – Bonn Sampler 3“ wurde 2015 von dem Label Schurzen Records veröffentlicht. Neben Molotow Soda, die als einzige Band auf allen drei Samplern vertreten sind, steuerten unter anderem Popperklopper, 1982, Mofabande, Rabatz und Fucking Angry Songs bei.
Im Rahmen der Corona-Krise wurde im Juli 2020 „Beethovens Virus - Bonn Sampler 3 1/3“ als CD und Download veröffentlicht, wobei die Einnahmen dem Bonner Café Black Veg zugutekamen.

## Wissenswertes
- Beethovens Rache und Beethovens Fluch lagen Booklets im Fanzine-Stil bei, welche Infos zu den vertretenden Bands enthielten.
- Karsten Hotter von Vendetta sang auch bei den Bands The Puke, Oddball´s Band und Loonies.[5]
- F.F.F.-Schlagzeuger Dominik Schetting (zuvor Gitarrist bei Canal Terror) stieg 1995 bei The Puke als Bassist ein. Seit 1998 spielt er ebenfalls Bass bei Molotow Soda, seit 1999 Schlagzeug, Gitarre und Bass bei 1982, und seit 2016 ist er als Gitarrist bei Fucking Angry tätig – auf den drei Samplern ist er mit insgesamt vier verschiedenen Bands vertreten.[6][7]
- Die Debüt-LP von Molotow Soda (Keine Träume) wurde 1989 ursprünglich ebenfalls von Bönnsche Tön veröffentlicht, eine Zweitveröffentlichung erschien im selben Jahr auf dem Kölner Label Day-Glo.[8]